# IMac (Apple silicon)
iMac на Apple silicon — восьмое поколение персональных компьютеров iMac от Apple, выпущенное 21 мая 2021 года. Первый iMac на базе Apple silicon. Процессор — Apple M1.

## Описание
22 июня 2020 года директор Apple Тим Кук анонсировал переход линейки iMac с Intel на собственный процессор на архитектуре ARM64. 20 апреля 2021 года Apple объявила, что новый iMac с 24-дюймовым дисплеем будет иметь процессор Apple M1.
Эта модель впервые за 10 лет получила новый дизайн корпуса, а также впервые со времён iMac G3 поставляется в нескольких вариантах цвета корпуса. В разработке дизайна участвовал Джони Айв.

### Технические характеристики
Дисплей имеет разрешение 4480x2520. Камера FaceTime находится выше дисплея, имеет разрешение 1080p с улучшенным процессором обработки сигналов изображения и матрицей из трех микрофонов, а также стереодинамической системой с шестью драйверами с парой НЧ-динамиков с принудительным подавлением и твитером с каждой стороны, которая поддерживает Dolby Atmos и пространственный звук. iMac также имеет поддержку WiFi 6, USB 4/Thunderbolt 3 и входа 6K для подключения Apple Pro Display XDR. Модель поддерживает лишь один дисплей, предыдущая поддерживала два.
В комплекте также идёт либо мышь Magic Mouse 2 или трекпад Magic Trackpad 2, а также клавиатура Magic Keyboard.
Спецификации поколений iMac Apple silicon
|  | Вышедший из эксплуатации продукт |  | Устаревший продукт |  | Сняты с продажи |  | В продаже |

(IMac 24 M1 2021 снят с продаж по причине выхода нового iMac 24 M3 2023)
| Поколение                               | 24 дюйма, M1, 2021 | 24 дюйма, M1, 2021 | 24 дюйма, M1, 2021 | 24 дюйма, M1, 2021 | 24 дюйма, M1, 2021 |
| Дата анонса                             | 20 апреля 2021 | 20 апреля 2021 | 20 апреля 2021 | 20 апреля 2021 | 20 апреля 2021 |
| Дата выпуска                            | 21 мая 2021 | 21 мая 2021 | 21 мая 2021 | 21 мая 2021 | 21 мая 2021 |
| ID модели                               | iMac21,2 | iMac21,1 | iMac21,1 | iMac21,1 | iMac21,1 |
| Номера моделей                          | MGTF3 (серебристый) MJV83 (зелёный) MJV93 (синий) MJVA3 (розовый)                                                                                                 | MGPC3 (серебристый) MGPM3 (зелёный) MGPK3 (синий) MGPH3 (розовый)                                                                                                 | MGPD3 (серебристый) MGPJ3 (зелёный) MGPL3 (синий) MGPN3 (розовый)                                                                                                 | MGPF3 (жёлтый) MGPR3 (оранжевый) MGPP3 (фиолетовый) | MGPG3, MGPQ3, MGPT3 (жёлтый, оранжевый или фиолетовый) (сборка на заказ)                                                                                          |
| Название модели                         | A2439 | A2438 | A2438 | A2449 | A2449 |
| Номер EMC                               | 3664 | 3663 | 3663 | 3579 | 3579 |
| Дисплей                                 | 23,5 ″ (600 мм) | 23,5 ″ (600 мм) | 23,5 ″ (600 мм) | 23,5 ″ (600 мм) | 23,5 ″ (600 мм) |
| Дисплей                                 | 4480х2520 Яркость 500 кд/м² Широкий цветовой охват (P3) Технология True Tone                                                                                      | | | | |
| SoC                                     | Apple M1 | Apple M1 | Apple M1 | Apple M1 | Apple M1 |
| Процессор                               | Восьмиядерный ARMv8-A процессор с тактовой частотой 3,2 ГГц (техпроцесс 5 нм, N5) 4 производительных ядра (Firestorm) и 4 энергоэффективных ядра (Icestorm)       | Восьмиядерный ARMv8-A процессор с тактовой частотой 3,2 ГГц (техпроцесс 5 нм, N5) 4 производительных ядра (Firestorm) и 4 энергоэффективных ядра (Icestorm)       | Восьмиядерный ARMv8-A процессор с тактовой частотой 3,2 ГГц (техпроцесс 5 нм, N5) 4 производительных ядра (Firestorm) и 4 энергоэффективных ядра (Icestorm)       | Восьмиядерный ARMv8-A процессор с тактовой частотой 3,2 ГГц (техпроцесс 5 нм, N5) 4 производительных ядра (Firestorm) и 4 энергоэффективных ядра (Icestorm)       | Восьмиядерный ARMv8-A процессор с тактовой частотой 3,2 ГГц (техпроцесс 5 нм, N5) 4 производительных ядра (Firestorm) и 4 энергоэффективных ядра (Icestorm)       |
| ОЗУ                                     | 8 ГБ объединённой памяти Опционально: 16 ГБ объединённой памяти (только на момент покупки)                                                                        | 8 ГБ объединённой памяти Опционально: 16 ГБ объединённой памяти (только на момент покупки)                                                                        | 8 ГБ объединённой памяти Опционально: 16 ГБ объединённой памяти (только на момент покупки)                                                                        | 8 ГБ объединённой памяти Опционально: 16 ГБ объединённой памяти (только на момент покупки)                                                                        | 8 ГБ объединённой памяти Опционально: 16 ГБ объединённой памяти (только на момент покупки)                                                                        |
| ОЗУ                                     | 128-битная двухканальная объединённая память LPDDR4X-4266 (68,2 ГБ/с)                                                                                             | | | | |
| Графика                                 | 7-ядерный GPU | 8-ядерный GPU | 8-ядерный GPU | 8-ядерный GPU | 8-ядерный GPU |
| Поставляемый твердотельный накопитель   | 256 ГБ SSD Опционально: 512 ГБ или 1 TБ SSD (только на момент покупки)                                                                                            | 256 ГБ SSD Опционально: 512 ГБ, 1 или 2 ТБ SSD (только на момент покупки)                                                                                         | 512 ГБ SSD Опционально: 1 или 2 ТБ SSD (только на момент покупки)                                                                                                 | 256 ГБ SSD Опционально: 512 ГБ, 1 или 2 ТБ SSD (только на момент покупки)                                                                                         | 512 ГБ SSD Опционально: 1 или 2 ТБ SSD (только на момент покупки)                                                                                                 |
| Модули связи                            | Интегрированный Wi-Fi 6 (802.11a/b/g/n/ac/ax) Bluetooth 5.0 Gigabit Ethernet (интегрирован во внешний блок питания, доступен на заказ)                            | Интегрированный Wi-Fi 6 (802.11a/b/g/n/ac/ax) Bluetooth 5.0 Gigabit Ethernet (интегрирован во внешний блок питания, встроен по умолчанию)                         | Интегрированный Wi-Fi 6 (802.11a/b/g/n/ac/ax) Bluetooth 5.0 Gigabit Ethernet (интегрирован во внешний блок питания, встроен по умолчанию)                         | Интегрированный Wi-Fi 6 (802.11a/b/g/n/ac/ax) Bluetooth 5.0 Gigabit Ethernet (интегрирован во внешний блок питания, встроен по умолчанию)                         | Интегрированный Wi-Fi 6 (802.11a/b/g/n/ac/ax) Bluetooth 5.0 Gigabit Ethernet (интегрирован во внешний блок питания, встроен по умолчанию)                         |
| Вебкамера                               | FaceTime HD (1080p) с встроенным процессором обработки сигнала изображения                                                                                        | FaceTime HD (1080p) с встроенным процессором обработки сигнала изображения                                                                                        | FaceTime HD (1080p) с встроенным процессором обработки сигнала изображения                                                                                        | FaceTime HD (1080p) с встроенным процессором обработки сигнала изображения                                                                                        | FaceTime HD (1080p) с встроенным процессором обработки сигнала изображения                                                                                        |
| Video out                               | Поддержка одного монитора с разрешением до 6K и частотой 60 Гц | Поддержка одного монитора с разрешением до 6K и частотой 60 Гц | Поддержка одного монитора с разрешением до 6K и частотой 60 Гц | Поддержка одного монитора с разрешением до 6K и частотой 60 Гц | Поддержка одного монитора с разрешением до 6K и частотой 60 Гц |
| Аудио                                   | Встроенная аудиосистема с шестью динамиками и двумя низкочастотными динамиками с возможностью шумоподавления с поддержкой Dolby Atmos 3,5 мм разъём для наушников | Встроенная аудиосистема с шестью динамиками и двумя низкочастотными динамиками с возможностью шумоподавления с поддержкой Dolby Atmos 3,5 мм разъём для наушников | Встроенная аудиосистема с шестью динамиками и двумя низкочастотными динамиками с возможностью шумоподавления с поддержкой Dolby Atmos 3,5 мм разъём для наушников | Встроенная аудиосистема с шестью динамиками и двумя низкочастотными динамиками с возможностью шумоподавления с поддержкой Dolby Atmos 3,5 мм разъём для наушников | Встроенная аудиосистема с шестью динамиками и двумя низкочастотными динамиками с возможностью шумоподавления с поддержкой Dolby Atmos 3,5 мм разъём для наушников |
| Периферия                               | Два порта Thunderbolt 3/USB-C 4.0 (со скоростью до 40 Гбит/с) (поддержка eGPU отсутствует)                                                                        | Два порта Thunderbolt 3/USB-C 4.0 (со скоростью до 40 Гбит/с) (поддержка eGPU отсутствует) Дополнительные два порта USB-C 3.1 Gen 2 (со скоростью до 10 Гбит/с)   | Два порта Thunderbolt 3/USB-C 4.0 (со скоростью до 40 Гбит/с) (поддержка eGPU отсутствует) Дополнительные два порта USB-C 3.1 Gen 2 (со скоростью до 10 Гбит/с)   | Два порта Thunderbolt 3/USB-C 4.0 (со скоростью до 40 Гбит/с) (поддержка eGPU отсутствует) Дополнительные два порта USB-C 3.1 Gen 2 (со скоростью до 10 Гбит/с)   | Два порта Thunderbolt 3/USB-C 4.0 (со скоростью до 40 Гбит/с) (поддержка eGPU отсутствует) Дополнительные два порта USB-C 3.1 Gen 2 (со скоростью до 10 Гбит/с)   |
| Цвета корпуса                           | синий зелёный розовый серебристый | синий зелёный розовый серебристый | синий зелёный розовый серебристый | жёлтый оранжевый фиолетовый | жёлтый оранжевый фиолетовый |
| Изначальная версия операционной системы | macOS 11 Big Sur | macOS 11 Big Sur | macOS 11 Big Sur | macOS 11 Big Sur | macOS 11 Big Sur |
| Последняя версия операционной системы   | macOS 14 Sonoma | macOS 14 Sonoma | macOS 14 Sonoma | macOS 14 Sonoma | macOS 14 Sonoma |